# Trull de Mas Rabassa
El Trull de Mas Rabassa és una obra de Tarragona protegida com a Bé Cultural d'Interès Local.

## Descripció
Edificació aïllada d'una sola planta però composta de diversos cossos. Ha estat molt modificat a causa de la seva utilització actual com a restaurant. Sembla però, que a nivell de volums, no s'ha alterat massa. Destaca l'arc d'entrada, fet amb pedra. Recorda un arc catenari ja que els pilars segueixen la corba de les dovelles, no arribant a estar a plom. A l'interior, el trull pròpiament dit amb tots els elements característics per la molta de l'oliva.